# Arbetsvärdeteorin
Arbetsvärdeteorin är en värdelära inom oortodox ekonomisk teori som hävdar att en varas värde bestäms av det samhälleligt nödvändiga arbete som krävts för att tillverka den. För att något skall ha ett värde behöver det även ha en nytta. Utifrån dessa förutsättningar kommer varans bytesförhållande (växel- eller bytesvärde) att bestämma hur ekonomisk tillväxt och fördelning av inkomster sker. 

## Värdelära
När nationalekonomi uppstod som en vetenskap var arbetsvärdeläran länge den populäraste värdeläran. Den användes av såväl Adam Smith, David Ricardo som Karl Marx. Ortodox nationalekonomi har övergett arbetsvärdeläran i samband med att marginalnytteteorin formulerades av Carl Menger 1871. Marx kritiserade marginalnytteteorin i Kapitalets fjärde band (Teorier om mervärdet), men även i Lön, pris och profit från 1865.
Anarkisten och mutualisten Kevin A. Carson har i sitt verk Studies in Mutualist Political Economy från år 2004 tagit fasta på marginalisternas perspektiv, där den eventuellt kan anses ha fast grund med tanke på att mutualismens arbetsvärdeteori bygger på fri marknadsekonomi. Carson försöker att syntetisera denna kritik med olika marknadssocialisters tankegångar och de gamla mutualisternas syn på marknaden. Enligt Carsons anhängare har han därigenom visat att arbetsvärdeteorin förblir relevant. 
Joan Robinson som förfäktar teorin, hävdar att arbete är grunden till allt ekonomiskt värde. Detta skall då förstås som en rent teknisk och inte en social konstruktion. 

## Historia
Benjamin Franklin skrev 1729 i A Modest Enquiry into the Nature and Necessity of a Paper Currency (En anspråkslös utredning om sedlarnas natur och nödvändighet) som krediteras (inklusive av Karl Marx) som ursprung till konceptet. Men det äldre, Treatise of Taxes, skriven år 1662 av Sir William Petty innehåller det även. Ibn Khaldun, som i sin avhandling Muqaddimah (1377) skrev om uppkomsten av värde att hantverk – "[är] resultat från något annat än (bara) ett hantverk, värdet av den uppkomna vinsten och det förvärvade (kapital) måste inkludera värdet av arbete genom vilket det har erhållits. Utan arbete, skulle det inte har förvärvats." (Om ett kapital inte hade även arbete, skulle det inte vara lika mycket värt).